# Lee Byung-chul
Đây là một tên người Triều Tiên, họ là Lee.
Lee Byung-chul (sinh ngày 12 tháng 2 năm 1910 tại Uiryeong, Gyeongsangnam – mất ngày 19 tháng 11 năm 1987 ở Seoul) là nhà tư bản công nghiệp, doanh nhân, tỷ phú người Hàn Quốc, nhà sáng lập kiêm chủ tịch thế hệ đầu tiên của tập đoàn Samsung.

## Thời thơ ấu
Ông là con trai của một gia đình địa chủ giàu có (một chi nhánh của gia tộc Gyeong-ju Lee). Ông tham dự kỳ thi đại học và học tập tại Đại học Waseda ở Tokyo, Nhật Bản nhưng sau đó lại không hoàn thành chương trình học của mình.

## Sự nghiệp
Sau khi cha ông mất sớm, ông đã sử dụng tiền thừa kế của mình để mở một xưởng gạo tại quê hương Gyeongnam.

### Khởi đầu
Nỗ lực đó thực sự không thành công nên ông quyết định chuyển hướng đi mới - thành lập một doanh nghiệp vận tải ở Daegu vào 1 tháng 3 năm 1938, và đặt tên là Samsung Trading Co, tiền thân của Samsung. Samsung có nghĩa là "Ba ngôi sao" giải thích cho biểu tượng ban đầu của công ty.
Năm 1945 Samsung vận chuyển tốt các loại hàng hóa trên khắp đất nước Hàn Quốc và phát triển sang một số quốc gia khác. Công ty đặt trụ sở chính tại Seoul vào năm 1947. Khi đó đã là một trong mười công ty thương mại lớn nhất tại khu vực Đông Á trước khi chiến tranh Triều Tiên bắt đầu vào năm 1950. Với cuộc xâm lược của Bắc Triều Tiên, Lee buộc phải di chuyển toàn bộ các hoạt động kinh doanh của mình đến thành phố cảng Pusan. Số lượng quân đội và trang thiết bị khổng lồ của quân đội Mỹ tràn vào Pusan vào những năm kế tiếp và một nửa cuộc chiến được minh chứng rằng rất có lợi cho công ty vận tải đường bộ của Lee.
Vào năm 1961, khi bị chính phủ Park Chung-hee tịch thu tài sản, Lee sang Nhật Bản và một thời gian sau đó ông đã không quay trở lại Hàn Quốc. Cuối cùng thì một thỏa thuận đã được chấp nhận và Lee trở về nhưng Samsung phải từ bỏ quyền kiểm soát do các ngân hàng đã được mua lại và bắt buộc phải làm theo các chỉ thị kinh tế từ chính phủ Park.

### Cheil toàn cầu
Năm 1953, ông thành lập Cheil Sugar (hiện là CJ Cheil-Jedang) trở nên rất thành công và đạt được nhiều lợi nhuận. Sử dụng thu nhập từ Cheil Sugar, ông thành lập một số công ty khác nhằm mục đích bán và đưa các sản phẩm của mình thâm nhập vào trong một loạt các thị trường mới như: dệt may (Cheil Wool Textile Co.), xe hơi, bảo hiểm, cửa hàng bách hóa (Shinsegae), và điện tử tiêu dùng.

### Liên đoàn công nghiệp Hàn Quốc
Về sau, ông được bầu làm chủ tịch của Liên đoàn công nghiệp Hàn Quốc và được biết đến là người giàu nhất quốc gia này.

## Bộ sưu tập nghệ thuật cá nhân
Sau khi ông mất, khối tài sản của ông (Ho-Am) đã được trưng bày cho công chúng tham quan. Bộ sưu tập nghệ thuật của ông được coi là bộ sưu tập lớn và có giá trị nhất Hàn Quốc, trong đó, có một số tác phẩm thậm chí còn được chỉ định là "bảo vật quốc gia" của chính phủ Hàn Quốc. Ho-Am ngày nay nằm gần Everland, công viên giải trí nổi tiếng nhất của Hàn Quốc (hiện cũng đang thuộc quyền sở hữu của Samsung).

## Giải thưởng Ho-Am
Giải thưởng Ho-Am được thành lập vào năm 1991, nhằm tôn vinh những thành tựu và đóng góp của ông.

## Liên kết
- Biography on Ho-Am Prize Website
- Lưu trữ ngày 4 tháng 3 năm 2016 tại Wayback Machine [호암캠프] 호암 이병철의 사회 공헌 활동"조상의 아름다운 전통을 잇는 데 큰 관심"
- 죽은 이병철의 산 교훈 미디어오늘 2011-12-21
- 이병철 회장 "신앙인은 때때로 광인, 공산당원과…" 중앙일보 2011.12.17